# Giovanni Francesco Gemelli Careri
Giovanni Francesco Gemelli Careri (né en 1651 à Radicena, dans le royaume de Naples et mort en 1725  à Naples) est un voyageur et aventurier italien. Il a été parmi les premiers Européens à réaliser le tour du monde en utilisant les transports en commun. Il a également été soupçonné d'espionner pour le compte du Vatican lors de ses déplacements.

## Biographie
Après avoir terminé ses études, pendant lesquelles il obtient un doctorat en droit de l'université de Naples, Gemelli Careri exerce brièvement dans le système judiciaire. En 1685, il s'offre le temps de voyager à travers l'Europe (France, Espagne, Allemagne et Hongrie). En Hongrie, il est blessé pendant le siège de Buda par les Turcs.
De retour à Naples, en 1687 il réintègre le système judiciaire. Il commence également à travailler sur ses deux premiers ouvrages : Relazione delle Campagne d'Ungheria (Relation des campagnes de Hongrie, 1689), en collaboration avec Matteo Egizio, et Viaggi in Europa (Voyages en Europe, 1693). À cette époque, Gemelli Careri commence à être frustré par son travail où il se voit refuser des opportunités en raison de son absence d'origines aristocratiques établies. Il finit par décider de suspendre sa carrière pour réaliser un voyage autour du monde, qui durera cinq ans et lui permettra de rédiger son ouvrage en six volumes, Giro Del Mondo (Tour du monde, 1699).

## Voyage autour du monde

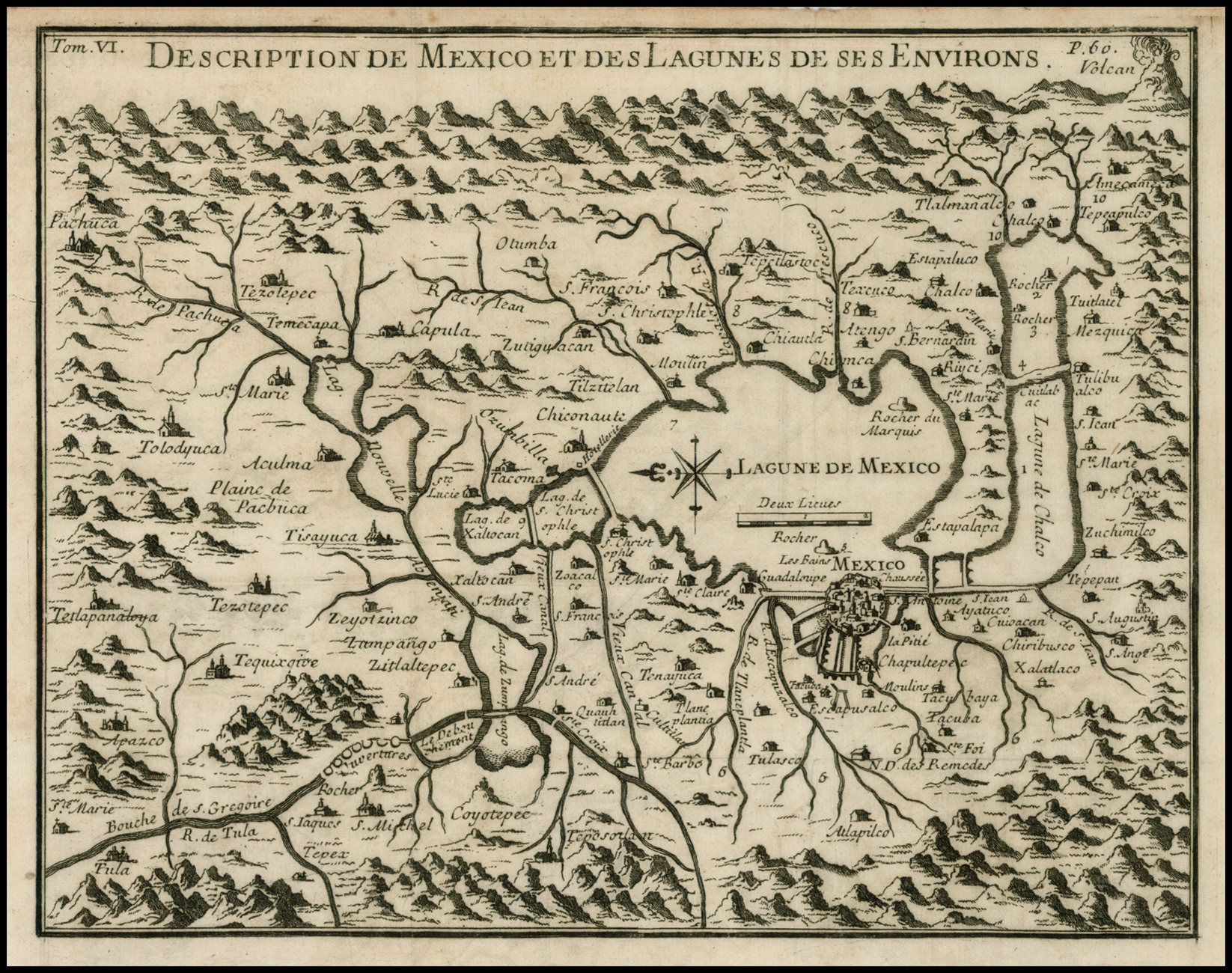
Carte des environs de Mexico, centrée sur les lagunes. De nombreux villages y sont localisés dont Pachuca, Tacoma, Atlapilco, Tolodyuca, Tetlapanaloya et Apazco.

Gemelli Careri prend conscience qu'il peut financer son voyage en achetant à chaque étape des marchandises judicieusement choisies de façon à pouvoir être revendues plus cher aux étapes suivantes : il affirme notamment qu'à Bandar Abbas dans le Golfe Persique, le voyageur devrait acheter « des dattes, du vin, des spiritueux et tous les fruits de Perse, pour les emmener en Inde séchés ou marinés dans du vinaigre, et en tirer un bon profit ».
Gemelli Careri commence son tour du monde en 1693 par l'Égypte, Constantinople et la Terre sainte. À cette époque, parcourir les routes du Moyen Orient était une composante très classique des voyages à l'étranger. Cependant, Gemelli prend ensuite des routes moins fréquentées. Après avoir traversé l'Arménie et la Perse, il visite le sud de l'Inde et entre en Chine, où les missionnaires jésuites supposent qu'un voyageur aussi inhabituel doit être un espion du pape. Ce malentendu permettra à Gemelli de se voir ouvrir nombre des portes les plus fermées du pays. Il rend visite à l'empereur à Pékin, assiste aux célébrations de la Fête des lanternes et parcourt la Grande Muraille.
Depuis Macao, Gemelli Careri navigue ensuite jusqu'aux Philippines, où il attend deux mois le départ du Galion de Manille, sur lequel il veut embarquer du mercure espérant en tirer 300 % de profit à Mexico. À Mexico, il devient une célébrité juste par le fait de raconter ses anecdotes de voyages aux aristocrates locaux. Toujours mû par sa curiosité, il s'éloigne ensuite de la capitale mexicaine pour visiter les villes minières et les ruines de Teotihuacan. Après cinq ans de voyage autour du monde, Gemelli est sur le chemin du retour en Europe quand il rejoint la flotte des Indes à Cuba.

## Importance littéraire et critique
Gemelli Careri a souligné dans sa préface que le but du Giro del Mondo était de donner une description fidèle des pays visités. Tout en soulignant la différence entre le compte-rendu d’un voyage et un « voyage imaginaire », Guerrieri a salué Gemelli Careri pour la fiabilité de ses expériences et critiqué ceux qui étaient enclins à fantasmer sur des cartes géographiques.
Pendant longtemps, les chercheurs et les experts n’ont pas cru en l’authenticité du voyage de Gemelli Careri. Ce n’est qu’avec le temps que sa véracité a été prouvée. On a également déterminé qu’il avait rassemblé d’importants documents historiques afin de connaitre plus en détail ces réalités exotiques. En effet, le sixième volume du Giro del Mondo, qui ne couvre que le Mexique, contient des informations recueillies auprès des codex aztèques ; on y trouve également plusieurs illustrations de guerriers aztèques recueillies dans ces codex. En Nouvelle-Espagne, Gemelli Careri eu l’occasion d’étudier les pyramides de près, à tel point que leur affinité avec celles d’Égypte l’a amené à croire que les anciens Égyptiens et les Amérindiens descendaient tous deux des habitants de l’Atlantide.

## Œuvres littéraires
- Relazione delle Campagne d'Ungheria (1689)
- Viaggi in Europa (1693)
- Giro Del Mondo (1699, Naples, version originale en italien)
  - Voyage du Tour du Monde (1719, Paris, traduction française - sous le nom de Jean François Gemelli Careri)

### Liens externes

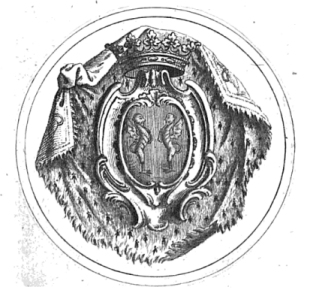
Image tirée de la version traduite en français du livre Voyage du Tour du Monde.